# Heilig Hartbeeld (Boxmeer)
Het Heilig Hartbeeld is een standbeeld in de Nederlandse plaats Boxmeer, in de provincie Noord-Brabant.

## Achtergrond
Het Heilig Hartbeeld werd gemaakt door de Düsseldorfse beeldhouwer Franz Linden en op zijn advies geplaatst op het plein voor de St. Rochuskapel. Op zondag 24 oktober 1920 vond de inwijding plaats. In juli 1921 werd het beeld door Linden nog enigszins aangepast: Christus' hart was volgens de kerkelijke normen te weinig zichtbaar. Een ander afgietsel van Lindens ontwerp staat in Zeilberg.
Het beeld werd in 1972 verplaatst naar het grasveld bij de Pauluskerk aan de Jan Tooropstraat. De kerk werd in 2007 gesloopt. Het beeld staat nu op de hoek Beugenseweg / Frans Halsstraat.

## Beschrijving
Het 2,30 meter hoge bronzen beeld toont een staande Christusfiguur, gekleed in gedrapeerd gewaad. Hij wijst met zijn linkerhand naar het Heilig Hart op zijn borst, met zijn rechterhand houdt hij zijn kleed vast. In beide handen zijn de stigmata zichtbaar.
Het beeld staat op een rechthoekige sokkel, waarop een opschrift in reliëf is aangebracht: 

ZIE HET HART
HETWELK DE MENSCHEN
ZOO BEMINDE DAT HET
ZICH GEHEEL UITPUTTE
OM ZYN LIEFDE TE
TOONEN

## Waardering
Het Heilig Hartbeeld werd in 2003 aangewezen als gemeentelijk monument.